# Fabrice Ngah
Fabrice Ngah, de son nom complet Fabrice Gael Ngah, né le 16 octobre 1997 à Douala, est un footballeur international camerounais. Il joue au poste d'arrière latéral gauche à l'Independence de Charlotte en USL League One.

## Biographie

### Parcours en club

#### Jeunesse et débuts
Fabrice Gael Ngah voit le jour le 16 octobre 1997 à Douala, la capitale économique du Cameroun. Il commence à jouer au football dès son jeune âge dans les rues de son quartier, avant d'intégrer en 2009 le centre de formation l'équipe des Astres FC, dont l'équipe première était à cette période finaliste de la Coupe du Cameroun.

#### Premiers pas avec l'Union de Loum (2015-2017)
En décembre 2015, il s'engage avec l'Union des mouvements sportifs de Loum pour une durée de trois ans. Dans le club de Pierre Kwemo, il s'impose rapidement sur le flanc gauche de l'équipe malgré son jeune âge.
Le 29 août 2016 au Stade de la Réunification, L'UMS décroche son premier titre de champion du Cameroun au terme de la 32e journée du championnat en s'imposant face à News Star sur le score de 2-1. Mais bien avant de descendre sur la pelouse, le club était déjà sacré à la faveur de la défaite du Coton Sport face à Botafogo Douala (0-2) quelques heures plus tôt,.
La saison suivante, l'équipe termine le championnat en 7e position avec 47 points, à 16 points du champion, le Eding Sport de la Lékié.

#### Révélation au Difaâ d'El Jadida (2017-2019)
Ses bonnes prestation lui permet d'être repéré par les dirigeants du club marocain du Difaâ d'El Jadida, qui le payent la somme de 85.000€ pour bénéficier de ses services.
Il s'impose comme titulaire au sein de la formation d'Abderrahim Taleb, une formation qui atteint la phase de poules de la Ligue des champions, et joue même la finale de la Coupe du trône, mais s'incline finalement contre le colosse vert, le Raja Club Athletic.

#### Succès au Raja CA (2019-2021)
Ce même Raja est intéressé par le profil de Fabrice, qui le recrute en janvier 2019, en même temps que son coéquipier Ayoub Nanah, contre une somme de 350.000€, en échange d'un contrat de deux ans et demi.
Fabrice Ngah s'offre le second titre de sa carrière le 29 mars 2019, au Stade Jassim-bin-Hamad à Doha, pour le compte de la Supercoupe d'Afrique. Il est titulaire dans la formation du français Patrice Carteron, où le Raja bat l'Esperance de Tunis sur le score de 2-1.
Le 24 avril 2019, contre le HUS d'Agadir au titre de la 17e journée du championnat, Fabrice inscrit le but de la victoire à la 84e minute; et offre au Raja les trois points du match, il s'agit d'ailleurs de son premier but avec les Verts.
Le 25 janvier 2020, Le Raja se déplace au Stade de Radès au titre de la 5e journée de la phase de groupes de la Ligue des champions contre l'Espérance sportive de Tunis. Le premier carton se termine sur un score 1-0 en faveur des locaux. A la 49e minute, Fabrice Ngah remet les pendules à l'heure grâce à un superbe tir lointain au deuxième poteaux. C'est le premier but dans cette compétition de sa carrière. La rencontre s'achève sur une parité (2-2) qui permet aux deux équipes de se qualifier ensemble pour les quarts de finale.
Le 11 octobre, les Verts, alors en tête du championnat, reçoivent les FAR de Rabat lors de l'ultime journée, et ont besoin de gagner pour remporter le titre. Les visiteurs prennent l'avantage à quelques minutes de la fin du premier carton, avant que Abdelilah Hafidi ne renverse la donne en inscrivant un doublé dont un but à la 90e minute, pour sacrer le Raja comme champion du Maroc. Fabrice ne parvient pas à terminer le match et sort en seconde mi-temps à cause d'une blessure à la tête.

#### Bref passage au Ceramica Cleopatra FC (2021)
Ne jouant aucune rencontre depuis le début de la saison 2020-2021, il est transféré au Ceramica Cleopatra, club fraîchement promu en première division égyptienne, pour une durée d'une saison et demi.

#### Nouvelle expérience aux États-Unis (depuis 2023)
Le 22 mars 2023, il s'engage en faveur de l'Independence de Charlotte, club de USL League One.

### Parcours en sélection
Le 25 mars 2018, au titre d'un match amical contre le Koweït, il reçoit sa première sélection en équipe du Cameroun, lorsque Les Lions Indomptables s'imposent sur le score de 3-1 (doublé de Christian Bassogog et but de Vincent Aboubakar).

## Palmarès
Union des mouvements sportifs de Loum
- Champion du Cameroun en 2016.

 Difaâ Hassani d'El Jadida
- Finaliste de la Coupe du Trône en 2017.

 Raja Club Athletic
- Champion du Maroc en 2020.
- Vainqueur de la Supercoupe d'Afrique en 2019.
- Vice-champion du Maroc en 2019.